# Saint-Pierre-d'Autils
Saint-Pierre-d'Autils és un municipi francès situat al departament de l'Eure i a la regió de Normandia. L'any 2007 tenia 987 habitants.

## Demografia

### Població
El 2007 la població de fet de Saint-Pierre-d'Autils era de 987 persones. Hi havia 396 famílies de les quals 84 eren unipersonals (48 homes vivint sols i 36 dones vivint soles), 156 parelles sense fills, 128 parelles amb fills i 28 famílies monoparentals amb fills.
La població ha evolucionat segons el següent gràfic:
Habitants censats

### Habitatges
El 2007 hi havia 439 habitatges, 399 eren l'habitatge principal de la família, 17 eren segones residències i 24 estaven desocupats. 422 eren cases i 14 eren apartaments. Dels 399 habitatges principals, 341 estaven ocupats pels seus propietaris, 51 estaven llogats i ocupats pels llogaters i 7 estaven cedits a títol gratuït; 6 tenien una cambra, 17 en tenien dues, 59 en tenien tres, 91 en tenien quatre i 226 en tenien cinc o més. 304 habitatges disposaven pel capbaix d'una plaça de pàrquing. A 158 habitatges hi havia un automòbil i a 210 n'hi havia dos o més.

### Piràmide de població
La piràmide de població per edats i sexe el 2009 era:
| Homes | Edats   | Dones |
| ----- | ------- | ----- |
| 0     | 95 o +  | 0     |
| 0     | 90 a 94 | 0     |
| 8     | 85 a 89 | 8     |
| 8     | 80 a 84 | 20    |
| 0     | 75 a 79 | 16    |
| 28    | 70 a 74 | 16    |
| 36    | 65 a 69 | 36    |
| 28    | 60 a 64 | 20    |
| 20    | 55 a 59 | 32    |
| 36    | 50 a 54 | 44    |
| 40    | 45 a 49 | 36    |
| 52    | 40 a 44 | 48    |
| 36    | 35 a 39 | 52    |
| 28    | 30 a 34 | 28    |
| 28    | 25 a 29 | 12    |
| 24    | 20 a 24 | 20    |
| 40    | 15 a 19 | 32    |
| 32    | 10 a 14 | 44    |
| 52    | 5 a 9   | 28    |
| 12    | 0 a 4   | 36    |

## Economia
El 2007 la població en edat de treballar era de 634 persones, 462 eren actives i 172 eren inactives. De les 462 persones actives 423 estaven ocupades (228 homes i 195 dones) i 40 estaven aturades (20 homes i 20 dones). De les 172 persones inactives 64 estaven jubilades, 63 estaven estudiant i 45 estaven classificades com a «altres inactius».

### Ingressos
El 2009 a Saint-Pierre-d'Autils hi havia 405 unitats fiscals que integraven 1.059,5 persones, la mediana anual d'ingressos fiscals per persona era de 22.722 €.

### Activitats econòmiques
Dels 30 establiments que hi havia el 2007, 1 era d'una empresa de fabricació d'altres productes industrials, 6 d'empreses de construcció, 8 d'empreses de comerç i reparació d'automòbils, 2 d'empreses de transport, 2 d'empreses d'hostatgeria i restauració, 1 d'una empresa d'informació i comunicació, 1 d'una empresa financera, 8 d'empreses de serveis i 1 d'una entitat de l'administració pública.
Dels 9 establiments de servei als particulars que hi havia el 2009, 2 eren tallers de reparació d'automòbils i de material agrícola, 1 paleta, 1 lampisteria, 4 electricistes i 1 veterinari.
L'únic establiment comercial que hi havia el 2009 era una carnisseria.
L'any 2000 a Saint-Pierre-d'Autils hi havia 8 explotacions agrícoles que ocupaven un total de 162 hectàrees.

## Equipaments sanitaris i escolars
El 2009 hi havia una escola elemental.

## Poblacions més properes
El següent diagrama mostra les poblacions més properes.